# 합창

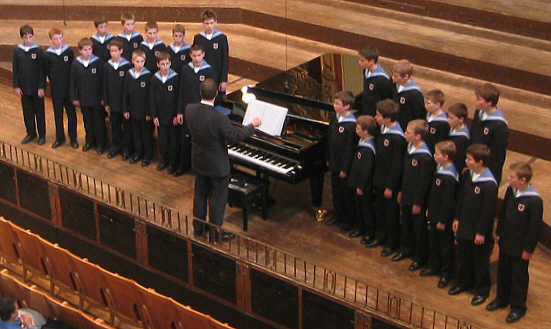
빈 소년 합창단

합창(合唱)은 여러 사람이 함께 노래를 부르는 것을 말한다. 이는 엄밀히 말하면 노래하는 사람들이 여러 패로 나누어 패마다 노래의 각기 다른 가락을 부르는 것을 말한다. 적은 수가 부르는 것을 중창 (重唱/2중창, 3중창, 4중창 등), 모두가 한 성부를 부르는 것을 제창 (齊唱)으로 구분하기도 한다. 혼자서 노래부르는 독창 (獨唱)을 제외한 나머지를 모두 합창이라 하기도 한다. 보통 제창은 교가, 국가 등 공식적인 노래를 같이 부를 때에 많이 쓰인다. (제창의 경우, 인원에 제한이 없어 수백 명, 수천 명도 될 수 있다.) 이외에도 두 사람이 같은 가락을 동시에 부르는 것을 병창 (倂唱), 돌림 노래를 부를 때는 윤창 (輪唱)이라는 말을 쓴다.
합창단은 보통 8명 이상의 구성원 (합창단원)으로 구성되고, 보통 한 성부를 두 명 이상이 부르며, 최소 2성부로 구성되어 있으나 대체로 4성부로 구성되어 있으며 3성부, 5성부, 6성부, 8성부 합창단도 존재한다.

## 합창단의 구성
합창단은 보통 지휘자나 choirmaster (콰이어마스터)가 이끈다. 대부분의 합창단은 네 개의 성부로 이루어지지만 성부의 수에는 제약이 없다. 예를 들어 토마스 탈리스는 《Spem in alium》은 다섯 성부로 구성된 여덟 개의 합창단, 즉 40개의 성부로 구성된 모테트를 작곡했으며, Krzysztof Penderecki의 《Stabat Mater》는 16성부로 구성된 3개의 합창단, 총 48성부를 위한 곡이다. 4성부 이외에 가장 흔한 경우는 3성부, 5성부, 6성부, 8성부이다.
합창단은 악기의 반주와 함께 노래하기도 하고, 그렇지 않은 경우도 있다. 반주가 없는 경우는 흔히 아카펠라로 노래한다고 한다. 반주하는 악기는 한 개, 또는 여러 개, 심지어는 오케스트라일 수도 있다. 성공회 교회 음악에서는 거의 항상 오르간이 반주한다. 리허설을 위해, 실제 공연에서는 다른 악기를 사용하더라도 피아노로 반주하곤 한다. 아카펠라 (무반주) 음악의 경우도 마찬가지이다.
합창단은 성부로 다음과 같이 나눌 수 있다.
- 혼성 합창 (混性合唱, 남성과 여성 성부): 가장 흔한 경우이며, 보통 소프라노 (soprano), 알토 (alto), 테너 (tenor), 베이스 (bass) 네개의 성부로 이루어지고, 줄여서 SATB라고 한다. 흔히 한 성부가 둘로 갈라져, SSAATTBB를 구성하기도 하며, 반-독립적인 4성부 합창단으로 갈라질 경우에는 SATBSATB로 표시된다. 가끔 높은 음역을 담당하는 베이스들을 바리톤 (Baritone) 성부로 따로 표시하기도 한다 (SATBarB). 3성부 혼성 합창은 SAT (소프라노, 알토, 테너) 또는 SAB (소프라노, 알토, 베이스)으로 구성되어 있으며, 중학생들의 혼성 합창은 테너와 베이스의 구분이 명확하지 않기 때문에 테너와 베이스의 중간인 바리톤으로 통합해 SAB (소프라노, 알토, 바리톤)의 3성부 혼성 합창이고, 남성과 여성이 한 성부씩 맡아 부르는 혼성 2부 합창은 남성과 여성의 음정 간격이 너무 크기 때문에 잘 부르지 않는다. 동아시아에서는 20세기 중반부터 시작되었으며, 이슬람교를 믿는 중동에는 아예 없다.
- 남성 합창 (男性合唱): 혼성 합창과 동일하게 SATB (소프라노, 알토, 테너, 베이스)로 구성되지만, 변성기 이전의 소년들이 고음 성부 (treble (트레블)이나 보이 소프라노)를 맡고, 남성이 알토 (falsetto (팔세토), 카운터테너)를 맡는다.
- 여성 합창 (女性合唱): 여성 4부 합창은 대개 소프라노와 알토 파트가 각각 두 성부로 나뉘어 SSAA를 구성한다. 또는 소프라노 1과 소프라노 2 (메조 소프라노)로 이루어져 SSA를 구성하여 여성 3부 합창을 하거나 소프라노와 알토가 하나로 이루어진 SA를 구성하여 2부 합창을 하기도기도 한다.
- 남성 합창 (男性合唱): 흔히 2개의 테너 성부, 바리톤, 베이스로 이루어지고, TTBB로 표시되는 남성 4부 합창이다. 고음 성부가 falsetto (팔세토)로 알토 음역을 부를 경우 ATBB로 표시하고, barbershop music의 경우 대개 이러한 형태이다. 또는 TTB로 남성 3부 합창을 하거나 TB의 남성 2부 합창을 하기도 한다.
- 소년 합창 (少年合唱): 보통 2 성부(SA)나 3 성부 (SSA)로 이루어지고, 더 많은 성부로 이루어지기도 한다. 남자 어린이만의 합창을 이르기도 한다.
- 소녀 합창 (少女合唱): 소년 합창과 동일한 성부 수로 이루어지지만 여자 어린이로만 구성되어 있다.
- 소년소녀 합창 (少年少女合唱) : 성부가 2개 또는 3개이고 남녀 어린이로 구성되어 있다.

또한 합창단이 소속된 단체에 의해서 다음과 같이 나눌 수도 있다.
- 교회 합창단
- 대학 합창단
- 학교 합창단
- 지역 합창단 (어린이나 어른)
- 프로 합창단

마지막으로, 연주하는 음악의 종류에 따라서 합창단을 분류할 수도 있다.
- 교항악단 합창단
- 보컬 재즈 합창단
- 쇼 합창단: 단원들이 노래하고 춤을 추어, 마치 뮤지컬 같은 공연을 한다.

### 무대에서의 배치
복합창 (復合唱)이나 여러 합창단이 공연할 때에는 보통 각 합창단끼리 모여 선다. 때때로 완전히 분리되기도 하는데, 16세기의 음악을 연주할 때 특히 그렇다. 몇 작곡가들은 합창단이 실제로 떨어져 있어야 한다고 명시했다. Benjamin British의 전쟁 레퀴엠이 바로 그 경우이다.

## 합창단에서 노래하는데 필요한 기술
합창단원은 그들의 능력과 실력에서 매우 다양하다. 뛰어난 합창단원은 다음과 같은 능력을 가지곤 한다.
- 필요할 경우 솔로 패시지를 부른다.
- 곡 (예: 독도는 우리 땅)을 모두 또는 거의 외워, 최대한 지휘자를 바라본다.
- 외국어 (특히 영어나 일본어)를 읽고 정확하게 발음하되, 지휘자가 요구하는 스타일의 발음을 따른다. 단, 후루사토나 독도는 우리 땅 등 한 가지 언어로 이루어진 노래의 경우 이러한 능력은 필요하지 않다.

절대 음감을 갖고 있는 단원은 또다른 기술을 필요로 한다:
- 악보의 조와 다른 조성으로 부를 수 있다. 합창단은 종종 전조 (조를 바꿈)를 해서 노래를 하기도 한다. 즉, 다 장조인 독도는 우리 땅을 합창으로 부를 때 종종 마 장조나 바 장조 또는 라 단조나 마 단조로 바꾸어 부르는 것이 합창단의 전조 기술이다.

## 합창 음악의 역사
굉장히 많은 작곡가들이 합창 음악을 작곡했다. 그러나 성악 음악의 작곡은 기악 음악의 작곡과는 여러면에서 매우 다르다. 가사를 포함하면서 이해하기 쉽게 만들고, 인간의 목소리가 가진 특별한 능력과 한계들을 다루어야 하므로, 성악 음악의 작곡은 어떤 면에서는 기악 음악보다 더 많은 것을 신경써야 한다. 이러한 어려움 때문에, 많은 뛰어난 작곡가들이 합창 음악을 전혀 작곡하지 않았다. 많은 작곡가들은 자신이 선호하는 악기들이 있고, 다른 악기나 앙상블을 위해서 작곡하는 경우는 드물었다. 그리고 합창 음악은 이러한 경우에 예외가 될 수 없다. 반면, 모든 시대에 걸쳐서 적지 않은 작곡가들이 합창 음악에 뛰어났고, 합창 음악은 서양 음악사의 첫 천년 동안 잘 내려온 몇 안되는 음악의 종류 중 하나이다. 중세 시대의 영국이나 프랑스 등은 여성이 합창단원이 되는 것을 부정하게 여겼기 때문에 남자를 거세시켜서 여성의 음역을 내게 하는 일명 카스트라토가 성행하였으며, 동아시아 (일본, 중화인민공화국, 대한민국, 조선민주주의인민공화국)와 베트남에서는 남녀칠세부동석이라는 유교의 규범 때문에 합창이 이루어지지 않다가 19세기 이후에 일본을 시작으로 비로소 합창단을 구성하게 되었다. 초기에는 유교 규범인 남녀칠세부동석의 영향 때문에 남성 합창단과 여성 합창단이 압도적으로 많았으나 일본을 시작으로 점차 혼성 합창단이 생기기 시작하였다. 반면 이슬람교의 전통이 강한 중동 (특히 사우디아라비아)과 인도네시아의 아체 주에는 아직까지 혼성 합창단이 만들어지지 못했으며, 사우디아라비아, 이란, 아프가니스탄, 몰디브, 이라크, 예멘, 시리아, 소말리아, 모로코, 이집트, 리비아에는 아예 합창단 자체가 없다. 2000년부터 2년에 한 번씩 합창 올림픽을 개최하는데, 중동, 말레이시아, 브루나이 등의 이슬람 국가들은 계속해서 불참하였다.

## 세계의 합창
합창은 유럽에서 시작되어 중동의 몰디브, 아프가니스탄, 사우디아라비아, 이란, 이라크, 시리아, 예멘과 소말리아, 북아프리카의 이집트, 리비아, 모로코를 제외한 전 세계에 퍼져 나갔다. 한국에는 20세기에 들어서야 도입되었다. 합창단원들은 대체로 양복 정장을 착용하나 이슬람 국가의 여성 합창단원은 종교적인 이유로 히잡이나 질밥을 착용하며, 민요의 경우에는 아예 자신들의 전통 의상을 입고 하기도 한다.

### 유럽의 합창
유럽의 경우 비교적 오래전부터 합창이 이루어졌다. 중세 시대의 영국, 프랑스, 독일, 스웨덴, 스페인, 포르투갈, 그리스, 이탈리아, 스위스, 네덜란드 등의 경우 여성이 합창단원이 되는 것을 부정하게 여겼기 때문에 합창단원들은 모두 남성이었고, 여성의 음역을 내게 하기 위해 남자들을 거세시켜서 변성기를 막아 여성의 음역을 내게 하는 일명 카스트라토가 성행하였다. 이후 여성에 대한 인식이 변하면서 18~19세기 경에 여성 합창단이 창설되었으나, 혼성 합창은 그보다 늦은 19세기 중반 무렵에 이루어졌다. 합창 올림픽도 여러 번 개최할 정도로 합창 문화가 잘 발달해 있었다.

#### 러시아와 동유럽의 합창
러시아도 유럽의 영향을 많이 받았으나 역시 합창단에 카스트라토는 없었다. 러시아에 합창이 소개될 때 합창단은 모두 남성 합창으로만 이루어졌고, 핀란드, 에스토니아, 중앙아시아에도 전파되었다. 러시아는 유럽의 영향력이 강하게 미치지 못했기 때문에 여성 합창은 19세기 초반에, 혼성 합창은 1900년대에야 이루어졌다. 동유럽의 경우 서유럽으로부터 합창이 전파되면서 시작되었고, 혼성 합창이나 여성 합창도 비슷한 시기에 전파되었다. 크로아티아와 슬로베니아, 폴란드는 합창 올림픽에서 좋은 성적을 거두고 있다. 중앙아시아 (우즈베키스탄, 카자흐스탄, 키르기스스탄, 타지키스탄, 투르크메니스탄, 아제르바이잔)의 여성 합창단원들은 모두 히잡이나 질밥을 착용한다. 2014년에는 라트비아 리가에서 합창 올림픽을 개최한다.

### 아메리카의 합창
아메리카에 합창이 소개된 것은 15세기 포르투갈에 의해 브라질에 소개된 것과 16세기 스페인에 의해 멕시코에 소개된 것으로부터 시작된다.
그 때 합창은 모두 남성 합창이었고, 인디언들은 입단할 수 없을 정도로 잣대가 엄격했다. 캐나다, 미국에는 17세기 중반에 합창이 도입되었으나 1865년까지도 흑인들이, 1930년까지도 인디언들이 들어가지 못할 정도로 철저히 백인 위주의 합창으로 진행되었다. 미국이나 캐나다, 멕시코 등 북아메리카나 브라질, 아르헨티나, 베네수엘라, 우루과이 등 남아메리카에서 여성 합창과 혼성 합창이 시작된 것은 19세기 후반이었다. 미국이나 캐나다의 경우 다민족 국가라는 특성에 의해 다민족 합창단 (多民族 合唱團, 합창단원의 민족이 각각 다른 합창단)이 창단되기도 하였다. 2012년에는 미국 오하이오주 신시내티에서 합창 올림픽을 개최하였다.

### 오세아니아의 합창
오세아니아에 합창이 소개된 것은 15세기 스페인에 의해 괌, 북마리아나 제도에 도입된 것으로 시작되었다. 이들 지역에 창설된 합창단은 모두 남성 합창단이었고, 차모로인들은 입단하지 못했다. 오스트레일리아, 뉴질랜드에 만들어진 합창단도 초창기에는 철저히 백인 위주였고 애버리진이나 마오리들은 입단도 하지 못했다. 여성 합창과 혼성 합창은 19~20세기에 시작되었다. 오스트레일리아, 뉴질랜드, 괌 등 오세아니아에서도 합창은 이루어지고 있으며 뉴질랜드가 합창 올림픽에서 좋은 성적을 올리고 있다.

### 아시아의 합창
아시아의 경우 유교나 이슬람교의 규범이 강하게 지배하고 있었기 때문에 합창은 이루어지지 못했으나 동아시아만은 19세기에 합창이 시작되었다.

#### 동아시아의 합창
동아시아 (몽골, 중화인민공화국, 일본, 대한민국, 조선민주주의인민공화국, 중화민국)의 경우에는 유교의 규범 때문에 오랫동안 합창단이 만들어지지 못했으나, 19세기 말 일본을 시작으로 합창단이 만들어지기 시작하였다. 2002년에는 대한민국 부산광역시에서, 2006년에는 중화인민공화국 푸젠성 샤먼시에서, 2010년에는 중화인민공화국 저장성 사오싱 시에서 합창 올림픽을 개최한 기록이 있었다.

##### 한국의 합창
한국의 경우 조선 시대에는 남녀칠세부동석이라는 유교 규범과 신분제 때문에 합창단이 만들어지지 못했다가 1900년대 이후에야 합창단이 생기면서 합창이 시작되었다. 초기에는 유교 사상의 영향이 강했기 때문에 남성 합창단과 여성 합창단이 주류를 이루었으나 유교 사상의 영향력 약화로 점차 혼성 합창단도 생기기 시작하였다. 2002년에는 부산광역시에서 합창 올림픽을 개최하였고, 이 대회에서는 중화인민공화국 (금메달 16개), 일본 (금메달 4개), 헝가리 (금메달 6개), 대한민국 (금메달 7개), 필리핀 (금메달 4개)이 성공적인 성과를 기록하였고, 인도네시아도 금메달을 1개 땄으나 PIGS라고 할 수 있는 포르투갈, 이탈리아, 그리스, 스페인은 부산 합창 올림픽에서 단 하나의 금메달도 따지 못했으며 중동 지역의 국가들은 아예 불참하였다. 대한민국에는 현재 수십 개의 합창단이 창립되어 활동하고 있으며, 그중에서 혼성 합창단으로는 나라오페라합창단, 서울소년소녀합창단 등과 부천필하모닉오케스트라코러스, 성남시립합창단, 안산시립합창단, 울산시합창단을 비롯한 각 지역별 합창단을, 남성 합창단으로는 한국남성합창단과 아리수합창단 등을, 여성 합창단으로는 람파스여성합창단 등을 꼽을 수 있다. 이외에도 공식적이지는 않지만 지방 의회 의원들이 그리운 금강산, 희망의 조국, 독도는 우리 땅 등의 특정한 노래를 같이 부르는 합창을 하기도 한다. 한국에서 합창 대회를 할 때 단원들은 대체로 양복 차림이지만, 가곡이나 민요를 부를 때는 한복을 입고 합창에 임하기도 한다.

##### 일본의 합창
전통적으로 일본은 합창 음악 발달 취약 지역의 하나였으나 1860년대를 기점으로 합창 문화가 발달하기 시작하였다. 초기에는 남성/여성 합창단이 주류를 이루었으나 점차 혼성 합창단도 생기기 시작하였다. 특히 합창 올림픽이 생기고 나서는 매번 좋은 성적을 거두고 있다. 합창은 일본어로 がっしょう (合唱, 갓쇼우)라고 읽는다. 일본의 대표적인 합창단은 혼성 합창단인 고베 시 혼성 합창단이며, 도쿄 혼성 합창단, 우타고에 합창단 (歌聲) 등 다양한 합창단이 있다. 일본에서 합창 대회를 할 때 단원들은 대체로 양복 차림이나, 가곡이나 민요를 부를 때는 기모노를 입고 합창에 임하기도 한다.

##### 중국의 합창
전통적으로 중국은 합창 음악 발달 취약 지역 중의 하나였으나 20세기 초에 마카오와 홍콩은 합창 문화가 잘 발달되어 있었다. 중국의 합창단은 초기에는 남성/여성 합창단이 주류를 이루었으나 혼성 합창단이 생기기 시작하였다. 합창 올림픽을 두 번이나 개최한 전력을 가지고 있으며 매번 좋은 성적을 거두고 있다.

#### 동남아시아의 합창
동남아시아의 합창은 16세기 초 필리핀에 합창단을 만들면서 시작되었다. 필리핀에 만들어진 합창단은 유럽의 영향을 많이 받은 남성 합창단이었고, 토착민이 들어갈 수 없을 정도로 잣대가 엄격했으나 유럽과는 달리 카스트라토가 없었다. 그 때까지도 베트남은 유교의 영향력이 매우 강해 합창단이 만들어지지 못했고, 타이나 라오스는 유럽 문화가 침투되지 못해 합창단이 만들어지지 못했다. 인도네시아와 동티모르는 네덜란드와 포르투갈에 의해 합창단이 생겨났고, 싱가포르, 미얀마는 영국에 의해 합창단이 만들어졌다. 베트남, 라오스, 캄보디아, 타이는 불교의 영향이 강해 불교 합창단의 비중이 가장 높으며, 말레이시아와 브루나이, 인도네시아의 아체 주는 이슬람교의 영향이 강해 아직까지 혼성 합창단이 만들어지지 못했다. 인도네시아, 말레이시아, 브루나이의 여성 합창단원들은 모두 히잡이나 질밥을 착용한다. 말레이시아와 브루나이는 합창 올림픽 설립 이후 계속해서 불참해 왔다.

#### 남아시아의 합창
남아시아의 경우 합창은 인도에 의해 시작되었고, 네팔, 부탄, 스리랑카, 인도에만 합창단이 있을 정도로 많이 발달하지 못했다. 아직까지 몰디브, 파키스탄, 방글라데시, 아프가니스탄은 이슬람교의 영향이 강해 합창단이 만들어지지 못했거나 있어도 남성/여성이 철저히 분리되어 있다. 파키스탄, 방글라데시의 여성 합창단원들은 모두 히잡이나 질밥을 착용한다. 몰디브, 파키스탄, 방글라데시, 아프가니스탄은 합창 올림픽 설립 이후 계속해서 불참하고 있다.

#### 서남아시아의 합창
서남아시아의 경우 혼성 합창단이 있는 나라는 이스라엘밖에 없을 정도로 무슬림을 위한 합창 음악이 침투하지 못했을 뿐더러 혼성 합창의 전파도 이슬람교에 의해 가로막혔다. 중동 국가들은 합창 올림픽 설립 이후 계속해서 불참해 왔다. 이슬람교의 영향이 매우 강해 중동에서 영향력이 가장 센 나라인 사우디아라비아를 비롯해 이란, 이라크, 시리아, 예멘에는 합창단이 아예 없고, 레바논, 아랍에미리트, 바레인, 쿠웨이트, 카타르, 오만, 요르단에는 합창단이 있으나 그마저도 이슬람교에 의해 혼성 합창단의 창단이 금지되어 모든 합창단이 남성 혹은 여성 합창단이다. 중동 (사우디아라비아, 이란, 이라크, 시리아, 예멘은 제외한다.)의 여성 합창단원들은 모두 히잡이나 질밥을 착용한다.

### 아프리카의 합창
아프리카에서 합창은 에티오피아에서 먼저 시작되었고, 남부 아프리카에 합창이 소개된 것은 15세기에 포르투갈이 모잠비크와 기니비사우에 합창단을 창설하면서부터였다. 이 때 합창단은 모두 남성 합창이었고, 흑인들은 입단도 하지 못했다. 그 때까지도 이슬람교가 강하게 지배하는 이집트, 리비아, 튀니지, 알제리, 모로코, 모리타니, 코모로, 소말리아, 지부티, 에리트레아에는 합창단이 만들어지지 못했거나 모두 남성/여성 합창단이고 특히 소말리아와 모로코, 이집트, 리비아에는 합창단이 아예 없다. 현재 아프리카의 합창단원은 대체로 흑인이다. 북아프리카와 지부티, 소말리아, 코모로, 모리타니는 합창 올림픽 설립 이후 계속해서 불참해 왔다. 북아프리카의 경우 여성 합창단원은 모두 히잡이나 질밥을 착용한다. 남아프리카 공화국은 영국에 의해 합창단이 만들어졌으며, 아프리카 국가 중 베냉과 함께 합창 올림픽에서 좋은 성적을 거두고 있는 나라이다.

## 주의점
변성기를 거치고 있는 사람들이 합창을 할 때에는 부르기 쉬운, 낮은 파트를 노래한다.

## 같이 보기
- 합창 올림픽